# Zimen, Burgas
Zimen (în bulgară Зимен) este un sat în comuna Karnobat, regiunea Burgas,  Bulgaria. 

## Demografie
Componența etnică a satului Zimen
     Turci (8,63%)
     Bulgari (43,88%)
     Romi (38,84%)
     Nicio identificare (8,63%)
La recensământul din 2011, populația satului Zimen era de 139 locuitori. Nu există o etnie majoritară, locuitorii fiind bulgari (43,88%), romi (38,84%) și turci (8,63%). Pentru 8,63% din locuitori nu este cunoscută apartenența etnică.